# NGC 1742
NGC 1742 – gwiazda o jasności ok. 13m znajdująca się w gwiazdozbiorze Oriona, na wschód od galaktyki NGC 1740. Zaobserwował ją Robert Stawell Ball 29 grudnia 1866 roku i skatalogował jako obiekt typu „mgławicowego”. W bazie NASA/IPAC Extragalactic Database jako NGC 1742 skatalogowano inną, sąsiednią gwiazdę.